# Venturia dilatata
Venturia dilatata är en stekelart som först beskrevs av Cameron 1907.  Venturia dilatata ingår i släktet Venturia och familjen brokparasitsteklar. Inga underarter finns listade i Catalogue of Life.